# Ritterbach (Spree)
Der Ritterbach (tschechisch Jiříkovský potok) ist ein linksseitiger Zufluss der oberen Spree zwischen Ebersbach-Niederdorf und Oberfriedersdorf im sächsischen Landkreis Görlitz mit einer Länge von 8,4 Kilometern.

## Beschreibung
Der Ritterbach entspringt am Westhang des Butterberges (Vyhlídka, 453 m) bzw. nordwestlich des Hutungsberges auf tschechischem Gebiet.
Auf seinem früher als Auewasser bezeichneten Oberlauf im Böhmischen Niederland fließt der Bach anfänglich am Sattel zwischen dem Hutungsberg und dem Ziegenrücken über eine sumpfige Hangwiese nach Westen. Bei dem ehemaligen Weiler Dreihäuser überquert die Bahnstrecke Bakov nad Jizerou–Ebersbach am böhmischen Busch den Bach. Danach fließt der Bach nördlich des Ziegenrückens bei Johannesthal (Jánské Údolí) um den Töppelberg (Skalka, 427 m); in dem „Johannistal“ genannten Grund wird er in einer Kaskade von drei Teichen angestaut. Bachabwärts sind dies der Obere Teich (Mexiko II), der heute stark verlandete Mittelteich und der Untere Teich (Mexiko I), der mit einer Wasserfläche von 2,8 ha der größte ist. Anschließend nimmt der Ritterbach in nördliche Richtung, beiderseits seines flachen Tales erstrecken sich die Häuser von Altgeorgswalde (Starý Jiříkov). In Altgeorgswalde bestanden früher drei Mühlen; die Obere Mühle im Stadtzentrum, unterhalb davon die Mittlere Mühle und an der sächsischen Grenze die Untere Mühle.
Der Unterlauf des Ritterbaches führt südlich und westlich um den Hainberg. Dabei verlässt der Bach am nordöstlichen Fuße der Georgswalder Berges (Toulčí vrch, 448 m) das tschechische Staatsgebiet. Insgesamt fließt der Ritterbach auf einer Länge von ca. 7 km durch Tschechien, davon 4,7 km durch Altgeorgswalde.
Unmittelbar nach den untersten Häusern von Altgeorgswalde erreicht der Ritterbach auf seinen letzten 1,4 Kilometern das deutsche Staatsgebiet und durchfließt das Hempeltal. Bachabwärts von der Grenze erstreckt sich im Tal der zur Gemarkung Ebersbach/Sa. der Stadt Ebersbach-Neugersdorf gehörige Ortsteil Hempel. Im Vorderen Hempel befand sich vor 1945 eine weitere Mühle: die Hempelmühle. Am Nordhang des Hainberges überquert die Bahnstrecke Oberoderwitz–Wilthen auf der 61 m langen Hempelbachtalbrücke den Ritterbach. Unterhalb der Eisenbahnbrücke bis zur Mündung verläuft entlang des Baches die Stadtgrenze zwischen Neusalza-Spremberg und Ebersbach-Neugersdorf, die gleichzeitig die Gemarkungsgrenze zwischen Friedersdorf und Ebersbach ist. Kurz vor seiner Mündung wird der Bach noch von der Bundesstraße 96 überbrückt.

## Zuflüsse
In den Ritterbach münden in Altgeorgswalde linksseitig vier Bäche. Zwei namenlose Zuflüsse kommen vom Ziegenrücken. Am Georgswalder Markt mündet die Harthe oder Mühlgraben. Der vierte, ebenfalls namenlose, vom Georgswalder Berg kommende Zufluss mündet im unteren Teil des Ortes.

## Hochwasser

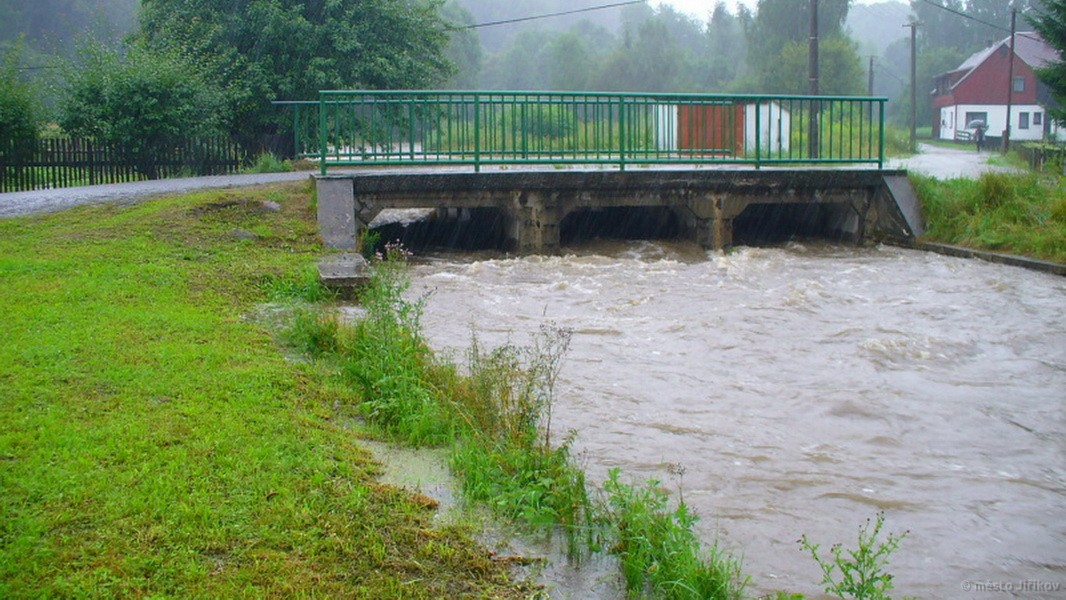
Hochwasser von 2010 am Unterlauf bei Altgeorgswalde

Bei Starkregen trat der Ritterbach mehrfach über seine Ufer; davon betroffen war vor allem die dicht entlang des Baches bebaute Ortslage von Altgeorgswalde. So ist überliefert, dass am 14. Juni 1666 ein Wolkenbruch den Ritterbach so anschwellen ließ, dass große Schäden eintraten.
Zuletzt trat der Bach am 7. August 2010 über seine Ufer. Von den andernorts zum Jahrhunderthochwasser angeschwollenen Fluten blieb der Ritterbach verschont. In Altgeorgswalde wurden mehrere Keller, und im unteren Teil auch Gärten, überflutet. Die Schäden am Bachbett in Altgeorgswalde wurden bis 2011 teilweise beseitigt. Nach dem Erhalt von Fördermitteln begann die Stadt Ebersbach-Neugersdorf im Frühjahr 2016 mit der Beseitigung von Hochwasserschäden im Hempel.